# هری جانستون (بازیکن فوتبال)
هری جانستون (انگلیسی: Harry Johnston؛ ۲۶ سپتامبر ۱۹۱۹ – ۱۲ اکتبر ۱۹۷۳) یک بازیکن فوتبال اهل بریتانیا بود. 